# Greater Giyani
Greater Giyani es un municipio local sudafricano situado en el distrito de Mopani, en la provincia de Limpopo.

## Superficie
Greater Giyani tiene una superficie de 4167 km².

## Demografía
En 2022, tenía 316 841 habitantes, una densidad poblacional de 76,04 hab./km², y 79 735 viviendas.